# Serie 5 (DBU Sjælland)
 For alternative betydninger, se Serie 5. (Se også artikler, som begynder med Serie 5)
Serie 5 (SBU) er den tiendebedste fodboldrække (en blandt flere) i Danmarksturneringen.
Det er derimod den sjettebedste fodboldrække for herrer administreret af lokalunionen Sjællands Boldspil-Union (SBU). De bedstplacerede hold rykker op i SBU Serie 4.
| Fodbold | Spire Denne artikel om en fodboldturnering er en spire som bør udbygges. Du er velkommen til at hjælpe Wikipedia ved at udvide den. |